# グイドヴィア

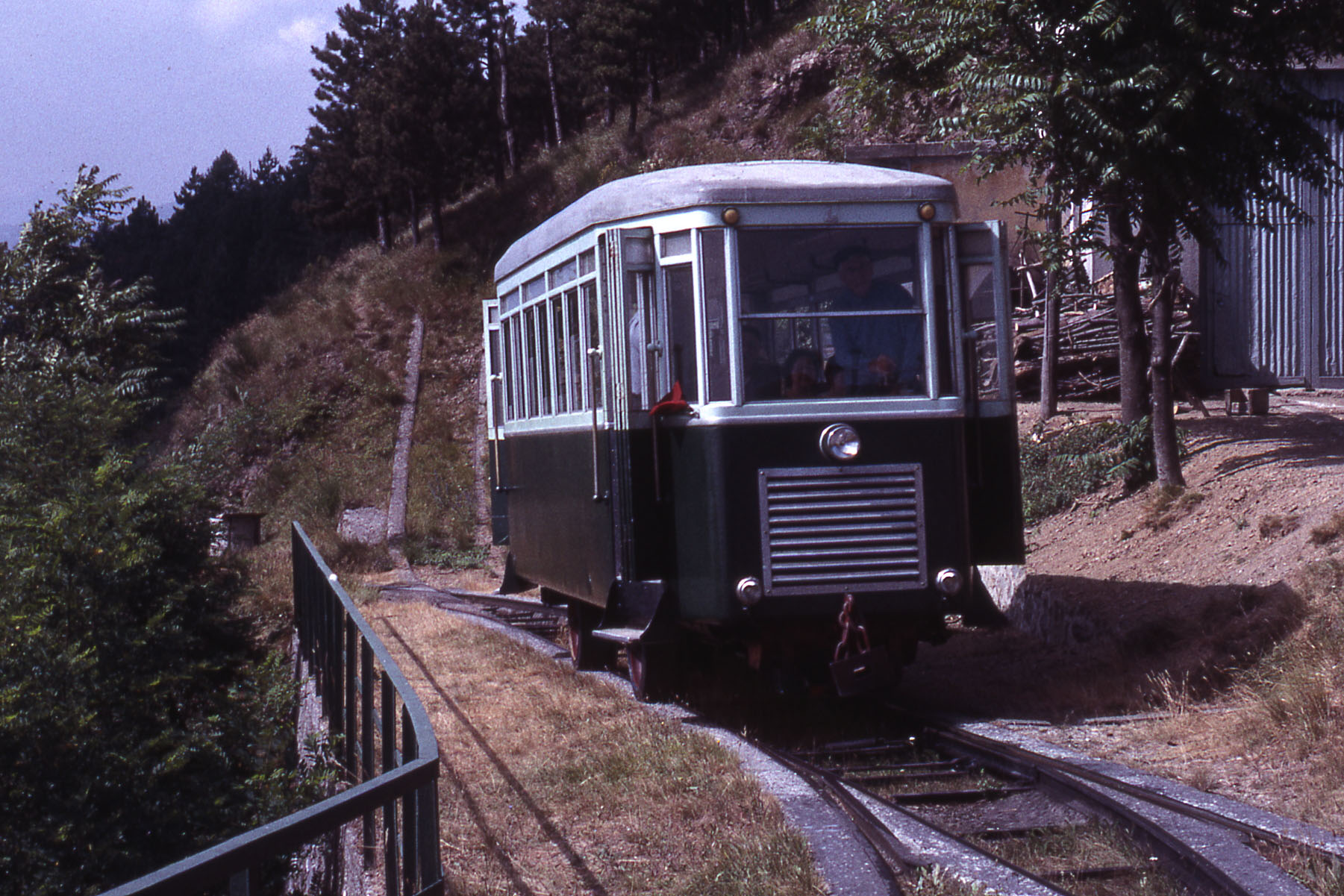
「グイドヴィア」]用気動車（1965年撮影）

グイドヴィア（イタリア語: Guidovia）は、イタリアで開発された軌道交通機関システム。案内軌条式鉄道の一種で、コンクリートで敷かれたレールの上をフランジ付きのタイヤを用いて走行し、急勾配に適した交通機関として展開された。

## 導入事例

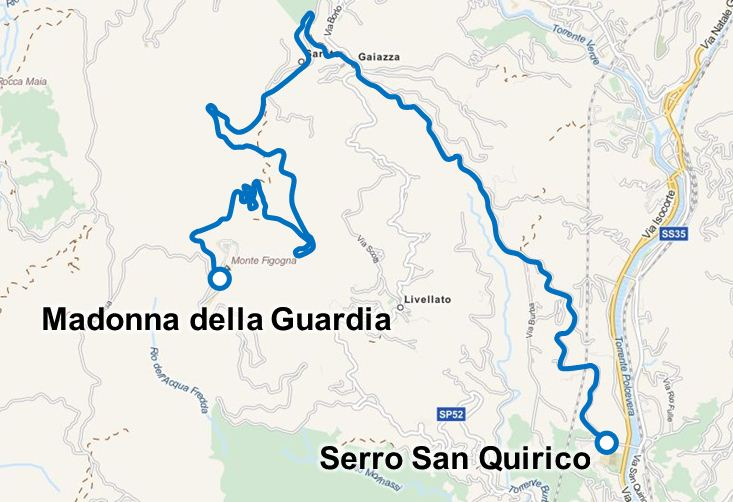
路線図

「グイドヴィア」唯一の導入事例は、イタリアの都市・ジェノヴァ近郊に位置し、礼拝堂を始めとした複合施設（バシリカ）であるサントゥアリオ・ディ・ノストラ・シニョーラ・デッラ・グアルディア（Santuario di Nostra Signora della Guardia）へ向かう路線であった。同地へ向かうためには急勾配を徒歩で登る必要があり、それを解消するためにラック式鉄道やロープウェイの導入も検討されたが、最終的に当時の革新的なシステムであった「グイドヴィア」を導入する事を決定した。そして1925年から建設が始まり、1929年から1934年にかけてチェラーネジからサントゥアリオ・ディ・ノストラ・シニョーラ・デッラ・グアルディアへ向かう路線が開通した。
高低差704 m、最大勾配は83 ‰という険しい条件下のもと、案内軌条（ガイドレール）の役割を有する軌間1,000 mmの線路と、幅250 mmのコンクリート製のタイヤ用レールが敷かれた。総延長は10.6 kmで、途中には列車が交換可能な7箇所のすれ違い線、2箇所のトンネル、1箇所の高架橋が存在した。車両総数は16両で、内訳は機関車が1両、ガソリンエンジン、もしくはディーゼルエンジンを搭載した気動車が11両、客車が2両、貨車が2両であった。そのうち気動車は片運転台式であり、終着駅では転車台を用いた方向転換が行われた。

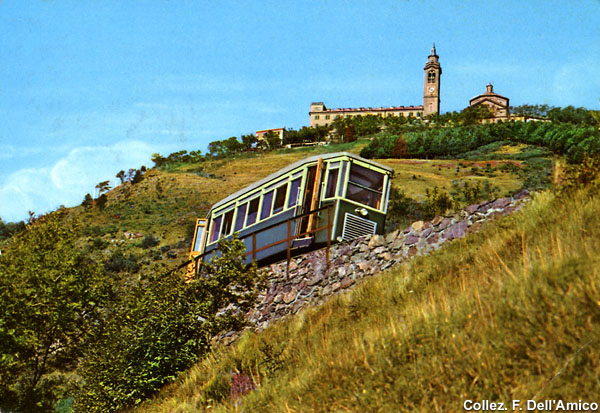
急勾配を走る気動車（1961年撮影）
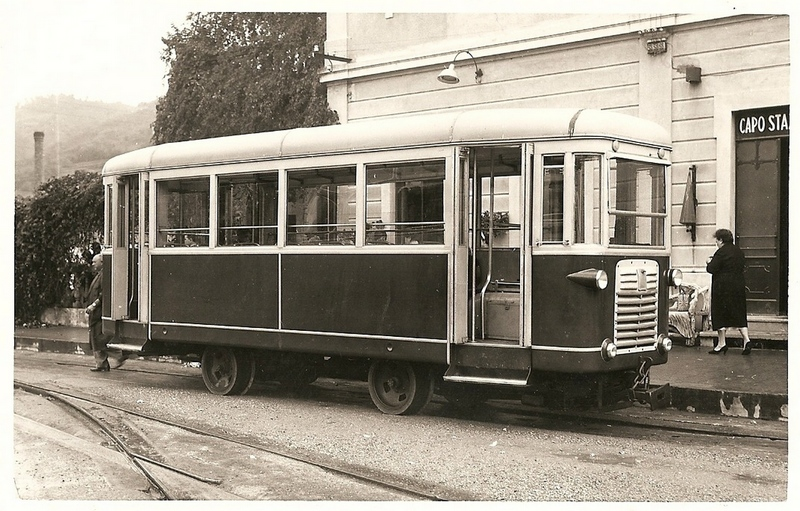
片運転台式気動車
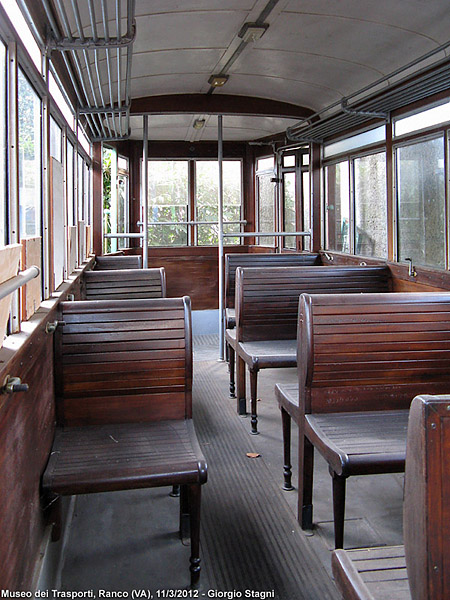
気動車の車内（2012年撮影）
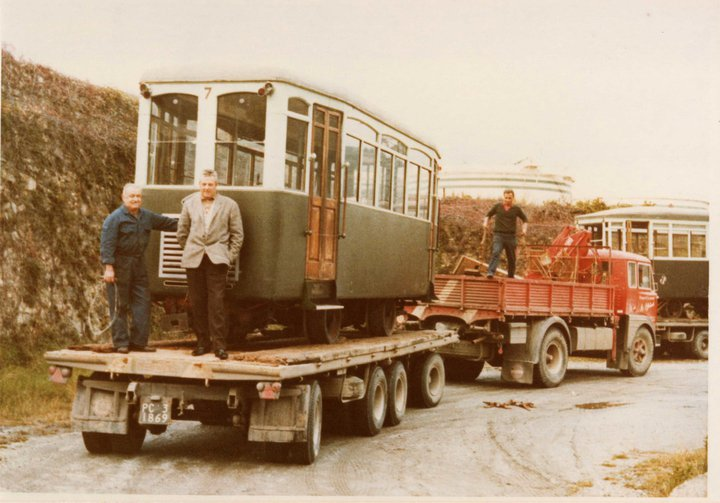
廃止後搬出される気動車（1967年撮影）

巡礼者を中心に多数の利用客を運び、1日の最大利用客数は約3,000人を記録した「グイドヴィア」であったが、1963年にサントゥアリオ・ディ・ノストラ・シニョーラ・デッラ・グアルディアへ向かう道路が整備され、更に翌1964年に路線バスが運行を開始した事により必要性が薄れ、1967年10月31日をもって営業運転を終了した。その後、廃線跡はサイクリングロードや登山道として整備された一方、コンクリート敷きのレールを始めとした廃線跡も各地に残されている。また、使用されていた車両のうち1両がランコのオリアーリ交通博物館に保存されている他、廃止後に多くの車両の車体がキャンプ場やナイトクラブなどに売却されている。

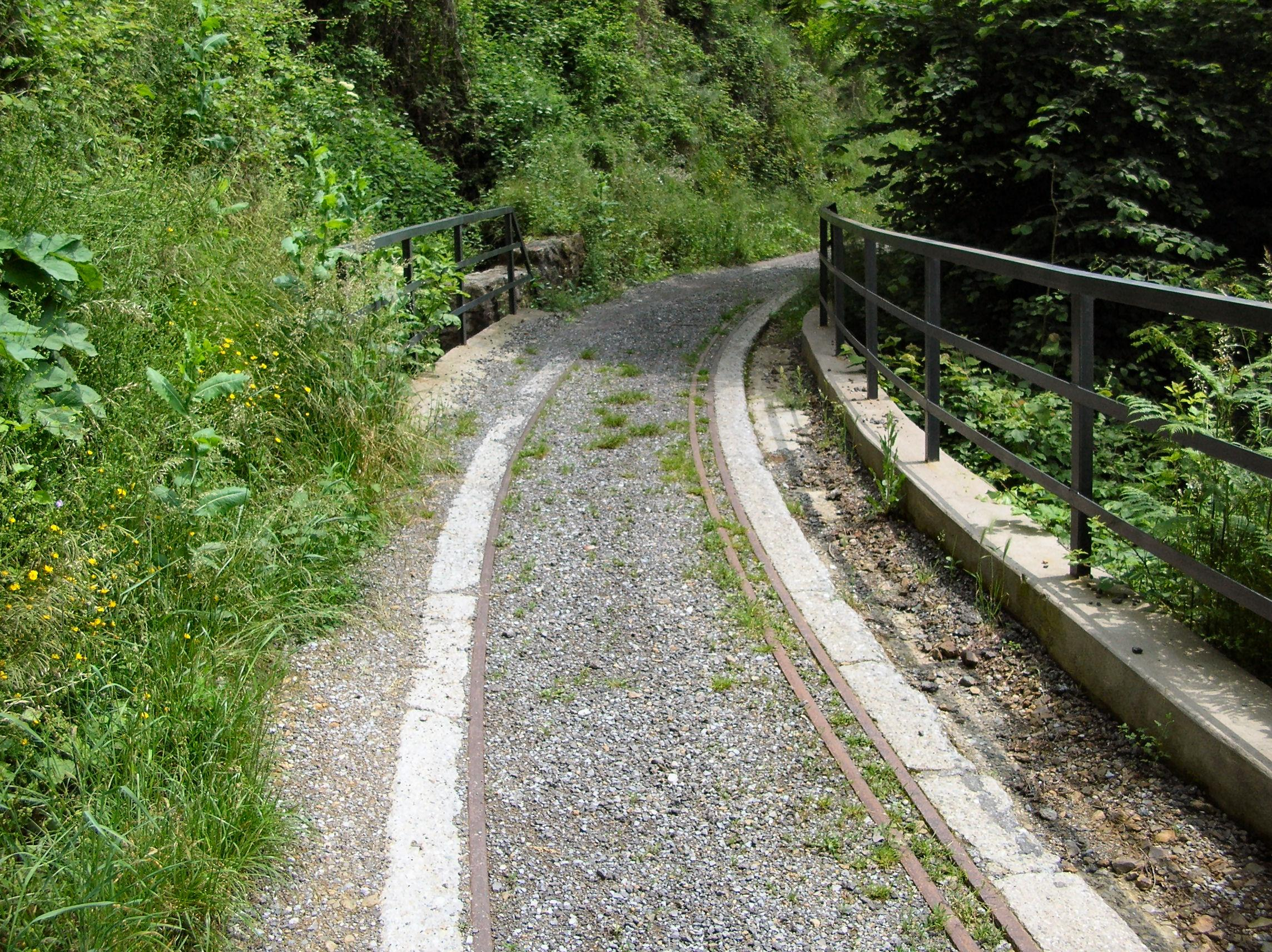
廃線跡にはレールが現存する場所が多数存在する（2008年撮影）
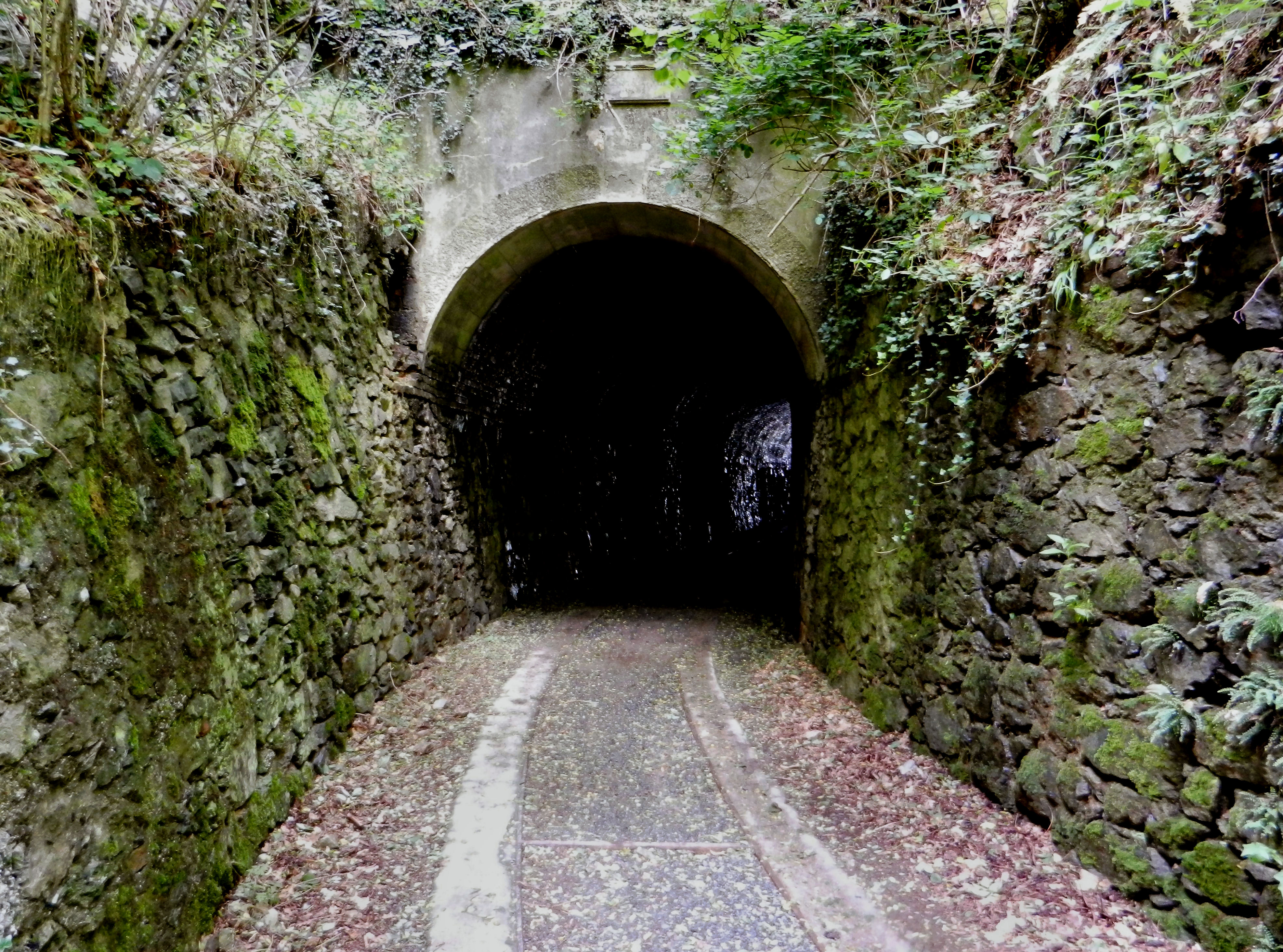
現存するトンネル（2012年撮影）
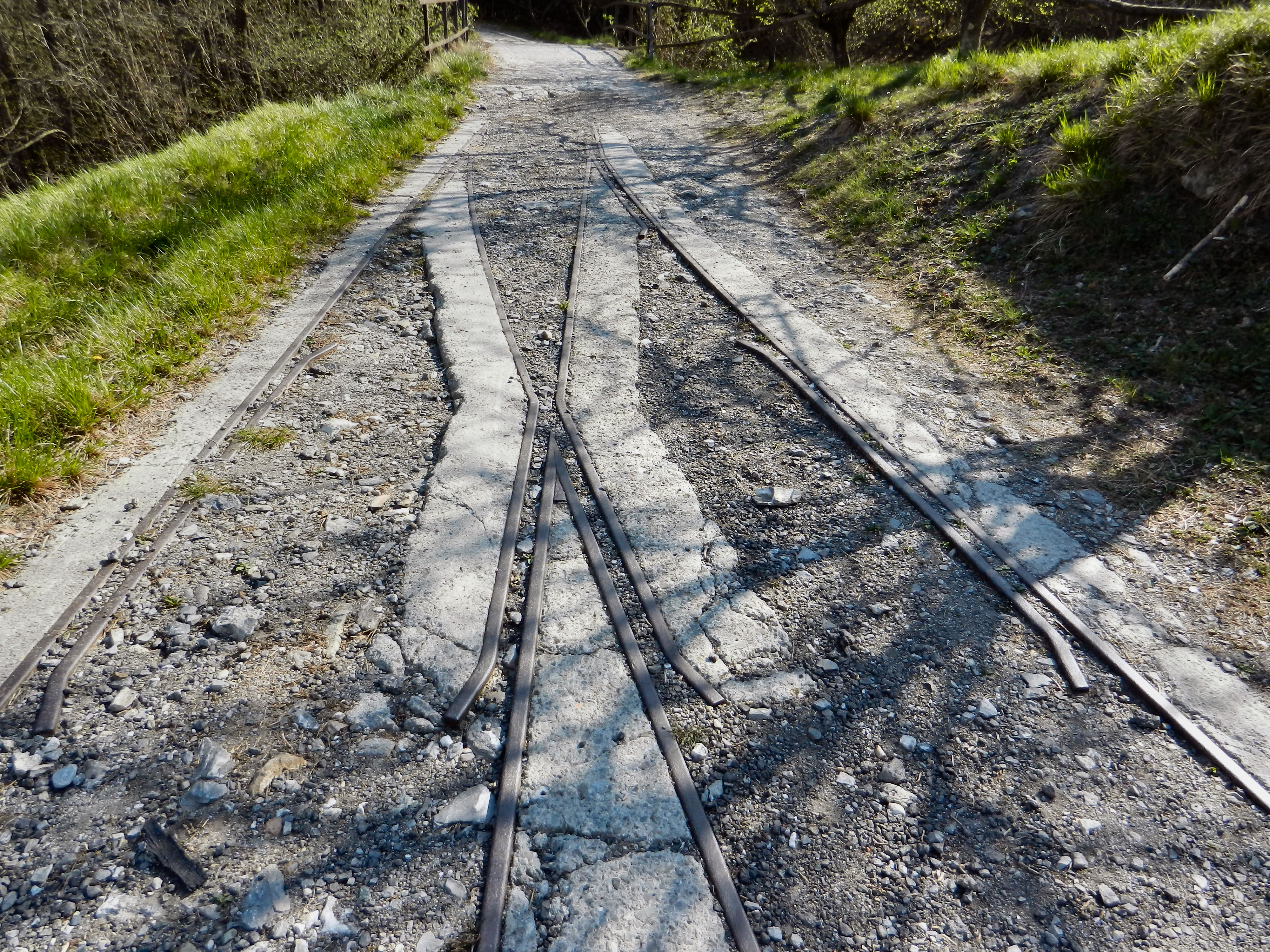
分岐器の跡（2012年撮影）
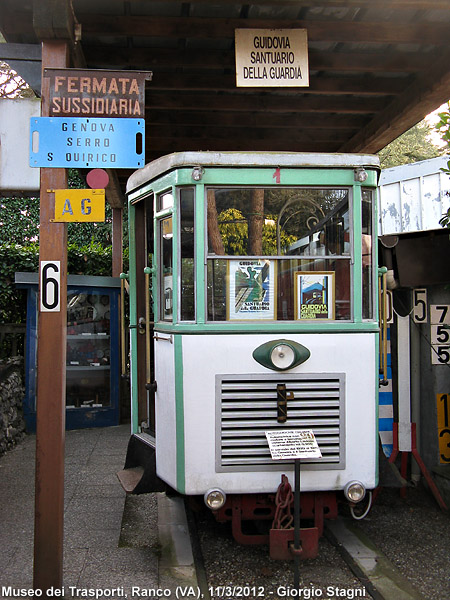
博物館で保存されている気動車（2012年撮影）